# Zakościele (Opoczno)
Pour les articles homonymes, voir Zakościele.
Zakościele (prononciation [zakɔɕˈt͡ɕɛlɛ]) est un village de la gmina de Drzewica, du powiat d'Opoczno, dans la voïvodie de Łódź, situé dans le centre de la Pologne.

## Administration
De 1975 à 1998, le village était attaché administrativement à l'ancienne voïvodie de Radom.

Depuis 1999, il fait partie de la nouvelle voïvodie de Łódź.